# Gouvernement Irkoetsk
Het gouvernement Irkoetsk (Russisch: Иркутская губерния, Irkoetskaja goebernija) was een gouvernement (goebernija) van het keizerrijk Rusland. Het bestond van 1764 tot 1926. Het gouvernement ontstond uit het gouvernement Siberië en het ging op in de kraj Siberië. Het grensde aan China, het gouvernement Jenisej, de oblast Transbaikal en de oblast Jakoetsk. De hoofdstad was Irkoetsk.